# El destino de Madame Cabanel
El destino de Madame Cabanel (The Fate of Madame Cabanel) es un relato corto sobre el vampirismo de la escritora Eliza Lynn Linton. Fue publicado en 1880 en la revista Chatto & Windus.
Esta narración es un alegato contra la ignorancia y la superstición de la época en la que escribió la autora.

## Sinopsis
Jules Cabanel es un aristócrata que vive en el apartado pueblo de Pieuvron, en Bretaña, ejerciendo como alcalde y juez de paz, y siendo a efectos prácticos, la autoridad del lugar. Aunque es un hombre maduro, no ha contraído matrimonio y vive solo en compañía de Adèle, su ama de llaves, con la que ha tenido un hijo, el pequeño Alphonse.
Un día Jules sorprende a todos los vecinos contrayendo matrimonio con Fanny Campbell, una hermosa mujer inglesa, que despierta el enfado y la animadversión de Adèle. La presencia de una "extranjera" también comienza a levantar el rechazo de los vecinos por diversos motivos: los errores que comete Madame Cabanel al rezar en la iglesia, su costumbre de pasear por las mañanas entre las flores del cementerio de Pieuvron, y sobre todo, por ser extranjera. Madame Cabanel no comprende el rechazo de los vecinos, pero lo soporta sin queja.
Tras la muerte por enfermedad de varios niños de Pieuvron comienzan a surgir rumores, fomentados por Martin, el supersticioso sepulturero, quien afirma que Madame Cabanel es una vampira. Cuando Monsieur Jules Cavanel y el pequeño Alphonse también caen enfermos, la superstición también llega a la casa del matrimonio. Jules Cabanel comienza a prestar oídos a los rumores, pero pronto los desecha debido al carácter dulce y atento de su esposa. Sin embargo Adèle, desconsolada por la enfermedad de su hijo Alphonse, no deja de pensar que Madame Cabanel es un vampiro.
Una noche, aprovechando que Jules Cabanel se encuentra ausente, Adèle y Martin, y varios vecinos, irrumpen en la casa de los Cabanel y encuentran a Madame Cabanel cuidando del pequeño Alphonse, que acaba de morir por la fiebre entre sus brazos. Acusan a la mujer de su muerte, le cubren el rostro y la arrastran por la fuerza para arrojarla a un pozo.
La tragedia se completa cuando Jules Cabanel llega acompañado del médico del pueblo y cuatro guardias. El médico afirma que no existió vampirismo, sino los efectos de una enfermedad natural. Sin embargo, es demasiado tarde para Madame Cabanel, que ha muerto asfixiada bajo la venda que le cubre la cabeza. Adèle, rechazada y acusada de asesinato por su señor Jules, se suicida arrojándose al pozo al que pretendía tirar a su señora. El sepulturero Martin es encarcelado, aunque durante el resto de su vida no deja de proclamar su inocencia, afirmando que ha librado al mundo de un vampiro.